# Red Baron
Red Baron (レッドバロン Reddo Baron?, lit. Barón Rojo), conocido como El Barón Rojo en Latinoamérica, es una serie de anime creada por Akio Sakai, producida por la empresa Nippon Television. Es un reboot de la famosa serie tokusatsu Super Robot Red Baron del año 1973.

## Argumento
La historia de la serie se ambienta en el año 2020, donde los grandes avances tecnológicos dan paso a la construcción de grandes robots controlados por humanos. En este contexto, la humanidad está absorta por un gran evento deportivo conocido como "Lucha Metálica". Esta intensa batalla librada entre robots determina quien posee la maquinaria más precisa y el poder más absoluto. Pero a la sombra de este torneo, una maléfica organización clandestina llamada "La Máscara de Hierro", está secretamente conspirando para transformar y convertir a estos luchadores metálicos en mortales armas de combate para una destrucción en masa.
La historia comienza con el intento de rapto de Sally (Shoko), una programadora de robots, quien ha creado una perfecta máquina cibernética conocida como el Barón Rojo. Bajo la dirección de Kent (Ken) como piloto, el Barón Rojo gana el título mundial de luchador metálico. Poseída por un arrebato de envidia, "La Máscara de Hierro" envía a sus luchadores metálicos a destruir al Barón Rojo. Así, la batalla más grande de todas comienza entre las fuerzas del mal y el Barón Rojo, defensor a ultranza de la paz y de la justicia.

## Lista de episodios
| #        | Título |
| -------- | --- |
| RONDA 01 | «¡La aparición del robot más poderoso! (Garuda EZ)» «1 Saikyô ROBO genwaru!! (GARÛDA EZ)» (最強ロボ現わる!! (ガルーダＥＺ)) Hispanoamérica: «Surge un formidable robot»                                           |
| RONDA 02 | «¡Derrota! Campeón (Garuda EZ, Abdora X)» «Taose! CHANPION (GARÛDA EZ, ABUDÔRA X)» (倒せ! チャンピオン (ガルーダＥＺ、アブドーラＸ)) Hispanoamérica: «La batalla por el campeonato»                               |
| RONDA 03 | «¡Ejecutémosla! La técnica devastadora (Cobra)» «Kimero! Hissatsu PANCHI (KOBURA)» (決めろ! 必殺パンチ (コブラ)) Hispanoamérica: «El golpe de la muerte (Cobra)»                                                  |
| RONDA 04 | «¡Batalla decisiva! El infierno de magma (Garra de Hierro)» «Kessen! MAGUMA jigoku (AIANKURÔ)» (決戦! マグマ地獄 (アイアンクロー)) Hispanoamérica: «Batalla en Hawái»                                             |
| RONDA 05 | «¡Derrota! Asesinato aéreo (Águila)» «Yabure! Kûchû yahô (ÎGURU)» (ROUND.5 やぶれ! 空中殺法 (イーグル)) Hispanoamérica: «Sorpresa en Las Vegas (Águila)»                                                          |
| RONDA 06 | «¡Terror! La tentación de la sirenita (Sirena)» «Kyôfu! Ningyohime no yûwaku (SEIRÊN)» (恐怖! 人魚姫の誘惑 (セイレーン)) Hispanoamérica: «El encanto de la sirena (Siren)»                                        |
| RONDA 07 | «¡Viejo enemigo! Desafío con el Dios Dragón (Aprietos)» «Shukuteki! Shinron to no taiketsu (JAMINGU)» (宿敵! 神龍との対決 (ジャミング)) Hispanoamérica: «El secuestro del barón rojo (Yami [sombra], de Asimov)»  |
| RONDA 08 | «¡Huida! La trampa del glaciar (Aguijón)» «Dasshutsu! hyouga no wana (NÎDORU)» (脱出! 氷河の罠 (ニードル)) Hispanoamérica: «Encuentro sobre la nieve»                                                             |
| RONDA 09 | «¡Ardiente! El diablo del desierto (moru)» «Shakunetsu! sabaku no akuma (MÔRU)» (灼熱! 砂漠の悪魔 (モール)) Hispanoamérica: «Duelo en la arena (Baúl)»                                                            |
| RONDA 10 | «¡Ruge! La nueva técnica devastadora (Zeus)» «Unare! Shin hissatsu waza (ZEUSU)» (うなれ! 新必殺技 (ゼウス)) Hispanoamérica: «El enfrentamiento con Zeus (Caballero, de Zeus)»                                    |
| RONDA 11 | «¡Fuerza! El gran oso de Siberia (Gran Oso)» «Kairiki! SHIBERIA no ?? (BIGGU BEA)» (怪力! シベリアの巨熊 (ビッグベア)) Hispanoamérica: «El combate contra el oso (Gran oso, de Hashnikov)»                        |
| RONDA 12 | «¡Sorpresa! El gran mago misterioso (Reina Mahara)» «Genwaku! Nazo no dai majutsu (MAHARAKUÎN)» (幻惑! 謎の大魔術 (マハラクィーン)) Hispanoamérica: «Un oponente oriental (Reina majará, construido por Marilyn)» |
| RONDA 13 | «¡Selva! Enemigo invisible (Camaleón)» «Mitsurin! Mienai teki (KAMEREON)» (密林! 見えない敵 (カメレオン)) Hispanoamérica: «Un enemigo invencible (Camaleón) {Brasil}»                                             |
| RONDA 14 | «¡Adelante! El robot más fuerte del mundo» «Kimero! Sekai saikyô ROBO» (決めろ! 世界最強ロボ) Hispanoamérica: «El robot más formidable del mundo»                                                                 |
| RONDA 15 | «¡Amor! Dios Dragón contra Tigre» «Koi ga taki! Shinron VS TAIGÂ» (恋がたき! 神龍VSタイガー) Hispanoamérica: «La batalla final - primera parte»                                                                   |
| RONDA 16 | «¡Aparición! El falso Barón» «Shutsugen! Nise BARON» (出現! にせバロン) Hispanoamérica: «La batalla final - segunda parte»                                                                                        |
| RONDA 17 | «¡Choque! Barón contra Tigre» «Gekitotsu! BARON VS TAIGÂ» (激突! バロンVSタイガー) Hispanoamérica: «Lucha desigual»                                                                                               |
| RONDA 18 | «¡Desafío! Barón contra los hermanos Vikingos» «Taiketsu! BARON VS BAIKINGU kyôdai» (対決! バロンVSバイキング兄弟) Hispanoamérica: «La emboscada fatal»                                                           |
| RONDA 19 | «¡La isla Dragón! ¡¡La última batalla decisiva!!» «DORAGON tô! Saigo no kessen!!» (ドラゴン島! 最後の決戦!!) Hispanoamérica: «El robot impostor»                                                                  |
| RONDA 20 | «¡¿Por qué?! Ken contra Barón» «Naze da!? Ken VS. BARON» (なぜだ!? 拳VSバロン) Hispanoamérica: «La unión hace la fuerza»                                                                                          |
| RONDA 21 | «¡Espada mágica! Samuraider (Samuraider)» «Maken! SAMURAIDÂ (SAMURAIDÂ)» (魔剣! サムライダー (サムライダー)) Hispanoamérica: «La batalla contra Samuraider»                                                       |
| RONDA 22 | «¡Horror! El concierto de la muerte (Partitura robot)» «Senritsu! Shi no KONSÂTO (Onpu ROBO)» (戦慄! 死のコンサート (音符ロボ)) Hispanoamérica: «Concierto mortal»                                                |
| RONDA 23 | «¡Leyenda! La diosa del Sol y la Luna (Robots gemelos)» «Densetsu! Tsuki to Taiyô no Megami (Futago ROBO)» (伝説! 月と太陽の女神 (双子ロボ)) Hispanoamérica: «La leyenda del Sol y la Luna»                       |
| RONDA 24 | «¡Protege! El sueño de los niños (Rey Wat)» «Mamore! Kodomotachi no Yume (WATTO KINGU)» (守れ! 子供たちの夢 (ワットキング)) Hispanoamérica: «El sueño de los niños»                                               |
| RONDA 25 | «¡Derrota! Asesino de Hollywood (Eliminator)» «Taose! HARIUDDO no shikaku (EREMINÊTÂ)» (倒せ! ハリウッドの刺客 (エレミネーター)) Hispanoamérica: «El asesino de Hollywood (Eliminator /elimineitor/)»             |
| RONDA 26 | «¡Combate a muerte! Batalla Real (Alfa, Beta, Gamma)» «Shitô! BATORU ROIYARU (ARUFA, BÊTA, GANMA)» (死闘! バトルロイヤル (アルファ、ベータ、ガンマ)) Hispanoamérica: «La trampa (Trío Cruz del Sur)»              |
| RONDA 27 | «¡Marilyn! El último reto» «MARIRIN! Saigo no chôsen» (マリリン! 最後の挑戦) Hispanoamérica: «El reto de Marilyn (Venus)»                                                                                         |
| RONDA 28 | «¡Secreto! El as en la manga de Asimov» «Himitsu! ASHIMOFU no kirifuda» (秘密! アシモフの切札) Hispanoamérica: «El último recurso de Asimov (Jaguar Negro)»                                                       |
| RONDA 29 | «¡Freud! La prueba para aniquilar a Barón» «FUROITO! BARON massatsu shirei» (フロイト! バロン抹殺指令) Hispanoamérica: «Freud aniquila al Barón Rojo»                                                             |
| RONDA 30 | «¡La aparición! El Barón de Oro» «Shutsugen! GÔRUDO BARON» (出現! ゴールドバロン) Hispanoamérica: «Batalla mortal (Apolo)»                                                                                        |
| RONDA 31 | «¡Choque! El rival más poderoso» «Gekitô! Saikyô no RAIBARU» (激闘! 最強のライバル) Hispanoamérica: «El enemigo más temible (Barón Dorado)»                                                                       |
| RONDA 32 | «¡Destrozado! La muerte de Barón» «Hakai! BARON no shi» (破壊! バロンの死) Hispanoamérica: «La muerte del barón (Barón Dorado»                                                                                    |
| RONDA 33 | «¡Sorpresa! La verdadera identidad de Kaizer» «Igai! KAIZÂ no shôtai» (意外! カイザーの正体) Hispanoamérica: «La verdadera identidad de Káiser»                                                                   |
| RONDA 34 | «¡Amenaza! La operación más grande de la historia» «Kyôi! Shijô saidai no sakusen» (脅威! 史上最大の作戦) Hispanoamérica: «Una gran estrategia (Sodom)»                                                           |
| RONDA 35 | «¡Destino! Kaizer contra Barón» «Shukumei! KAIZÂ VS BARON» (宿命! カイザーVSバロン) Hispanoamérica: «Káiser contra el Barón rojo»                                                                                 |
| RONDA 36 | «¡Invasión! Un nuevo enemigo» «Shûrai! Aratanaru teki» (襲来! 新たなる敵) Hispanoamérica: «Un nuevo enemigo» |
| RONDA 37 | «¡Asalto! Torre Sigma» «Totsugeki! SHIGUMA TAWÂ» (突撃! シグマタワー) |
| RONDA 38 | «¡Sacrificio! Los hermanos viquingos» «Gisei! BAIKINGU kyôdai» (犠牲! バイキング兄弟) |
| RONDA 39 | «¡Monstruoso! La prueba de Barón» «Shûaku! BARON modoki» (醜悪! バロンもどき) |
| RONDA 40 | «¡Destello! La última técnica al estilo Chozetsu» «Senkô! Kyûkyoku chôuzetsu ryû» (閃光! 究極超絶龍) |
| RONDA 41 | «¡Impresionante! La madre de Barón» «Kyûgaku! MAZÂ BARON» (驚愕! マザーバロン) Hispanoamérica: «El Gran Barón» |
| RONDA 42 | «¡Huida! La Torre Sigma» «Dasshutsu! SHIGUMA TAWÂ» (脱出! シグマタワー) Hispanoamérica: «El escape» |
| RONDA 43 | «¡Torpedo! Dios del Viento, Dios de los Truenos» «Raigeki! FÛJIN, RAIJIN» (雷撃! フージン、ライジン) Hispanoamérica: «Dos nuevos enemigos»                                                                        |
| RONDA 44 | «¡¿Qué?! El otro Ken» «Nani! Mô ichinin no Ken» (なに! もう一人の拳) Hispanoamérica: «El otro Ken» |
| RONDA 45 | «¡Regresa! Psicopoder» «Yomigaere! SAIKOPAWÂ» (蘇れ! サイコパワー) Hispanoamérica: «El doble poder» |
| RONDA 46 | «¡Gran erupción! Duelo a los pies del monte Fuji» «Daifunka! Fujisan fumoto no kettô» (大噴火! 富士山麓の決闘) Hispanoamérica: «La gran erupción»                                                                 |
| RONDA 47 | «¡Ejército solitario! Derrota a Barón Muerte» «Kogun! DESU BARON wo taose» (孤軍! デスバロンを倒せ) Hispanoamérica: «El batallón solitario destruye al Barón muerte»                                              |
| RONDA 48 | «¡Resurrección! El poder de la amistad» «Fukkatsu! Yûjô no chikara (POWÂ)» (復活! 友情の力（パワー）) Hispanoamérica: «El poder de la amistad»                                                                    |
| RONDA 49 | «¡Calidez! ¡Ardamos!» «Atsuku! Moeru ze!!» (熱く! 燃えるぜ!!) Hispanoamérica: «Ardiendo como el fuego» |

## Elenco
En América Latina la serie era distribuida por TMS y fue doblada al español y al portugués por encargo de la misma en el estudio All Post de Los Ángeles, siendo transmitida por múltiples canales de diferentes países.
El canal Locomotion estrenó la serie a nivel panregional en el año 1997 y la mantuvo en el aire hasta el año 2002, presentándola con el nombre Red Baron o El Barón Rojo ocasionalmente. En otras emisiones, como la realizada por Azteca 7 en el año 2005, la serie era presentada con el nombre La Guerra de los Robots.
| Nombre del doblaje | Nombre original        | Seiyū                                               | Actor de doblaje           |
| ------------------ | ---------------------- | --------------------------------------------------- | -------------------------- |
| Ken de la Rosa     | Ken Kurenai            | Kappei Yamaguchi                                    | Ulises Cuadra              |
| Sally Saeba        | Shôko Saeba            | Rie Iwatsubo                                        | Marcela Bordes             |
| Komei Du           | Kômei Ryû              | Kaneto Shiozawa                                     | Jorge García               |
| Doctor Asimov      | Asimov-Hakase          | Ginzō Matsuo                                        | Jorge García               |
| Robby              | Robby                  | Rin Mizuhara (Voz principal: episodios 5-17, 23-49) | Gladys Parra               |
| Robby              | Robby                  | Yoshiko Kamei (segunda voz: episodios 1-4)          | Gladys Parra               |
| Robby              | Robby                  | Teiyu Ichiryusai (tercera voz: episodios 18-22)     | Gladys Parra               |
| Kumano             | Isao Kumano            | Naoki Tatsuta                                       | Víctor Mares (primera voz) |
| Kumano             | Isao Kumano            | Naoki Tatsuta                                       | Juan Zadala (segunda voz)  |
| Kaizer / Dr. Saeba | Kaizer / Tetsuro Saeba | Ikuya Sawaki                                        | Alejandro Abdalah          |
| Chatatsu Lee       | Chatatsu Lee           | Wataru Takagi                                       | Roberto Alexander          |
| Dra. Marilyn       | Marilyn-Hakase         | Yûko Kobayashi                                      | Marcela Bordes             |
| Dr. Freud          | Freud-Hakase           | Chafurin                                            |                            |